# ساکوهو، ناگانو
ساکوهو، ناگانو (به لاتین: Sakuho, Nagano) یک منطقهٔ مسکونی در ژاپن است که در استان ناگانو واقع شده‌است. ساکوهو ۱۸۸٫۱۵ کیلومترمربع مساحت و ۱۱٬۰۹۱ نفر جمعیت دارد.